# Il dio fumoso
Il dio fumoso (The Smoky God, or A Voyage to the Inner World) è un romanzo fantastico scritto nel 1908 da Willis George Emerson (1856-1918).
Il romanzo si presenta sotto forma di un resoconto del viaggio di un marinaio norvegese, Olaf Jansen, all'interno della Terra - dove si troverebbe il mitico regno di Agarthi - attraverso un passaggio situato al Polo Nord.
Il romanzo di Emerson è considerato una delle prime fonti della credenza sulle civiltà sotterranee.

## Trama
Secondo il resoconto Agarthi, illuminata da un "fumoso" sole centrale, era composta da una fitta rete di colonie ed abitata da uomini alti circa 4 metri. La capitale del regno era Kalapa, considerata come l'originario giardino dell'Eden.
Per alcuni anni Jansen visse ad Agarthi, successivamente ritornò in superficie e raccontò le sue incredibili avventure, tuttavia non fu creduto, anzi fu ritenuto folle e rinchiuso in manicomio per quasi trent'anni. Molti anni dopo Emerson avrebbe incontrato il vecchio Jensen e raccolto le sue memorie.

### Edizioni
- (EN) Willis George Emerson, The Smoky God, or A Voyage to the Inner World, illustrazioni di John A. Williams, Chicago, Forbes & Company, 1908.

### Approfondimenti
- Eugenio Bartolini, L’ordine del tempio moderno, Gangemi Editore spa, 2015,  p. 105, ISBN 978-88-492-8102-6.